# Straub Sándor
Straub Sándor (Szolnok, 1857. január 13. – Nádudvar, 1923. február 12.) magyar tanár, elektrotechnikus, gépészmérnök.

## Életpálya
1876-ban önkéntesként szolgált Debrecenben a császári és királyi 39. gyalogezrednél. Tartalékos hadnagy. 1883-tól az akkor szervezett Budapesti Technikai Iparmúzeumnál alkalmazták. 1884-ben múzeumi őrré (vezető) s az állami felső ipariskolához tanárrá nevezték ki. Az országos ipari és kereskedelmi oktatási tanács tagja. 1904-től vezetői munkásságához tartozott a technikai iparmúzeumnál az elektrotechnikai szakterület megalapítása és az elektrotechnikai tanfolyamok szervezése. A Révai nagy lexikona munkatársa.

### Tanulmányai
Műegyetemi tanulmányait Pozsonyban és Pesten végezte, majd a Münchenben folytatta. Párizsban illetve Londonban hallgatott előadásokat.

## Írásai
Műszaki irodalmi működése jelentékenyen hozzájárult Magyarországon az elektrotechnikai szakismeretek terjesztéséhez.
Főbb munkái
- A gázmotorok elmélete (1887),
- Részletek az elektrotechnika köréből (1891),
- A váltakozó áramú gépek és transzformátorok elmélete és szerkezete (1892),
- Az elektromos munkaátvitel (1894),
- A gyakorlati elektrotechnika kézikönyve (1895),
  - új bővített kiadásban: Elektrotechnika (1902-1915, 36 füzet)

## Külső hivatkozások
- Straub Sándor. kfki.hu. (Hozzáférés: 2012. január 13.)
- Straub Sándor. taxadvisor.hu. [2012. január 23-i dátummal az eredetiből archiválva]. (Hozzáférés: 2012. január 13.)